# Persone di cognome Rivera
| Questa pagina contiene informazioni ricavate automaticamente dalle voci biografiche con l'ausilio del template Bio e di un bot. L'aggiornamento è periodico e automatico e ricostruisce completamente la pagina. Se manca una persona in questa lista, sei pregato di non aggiungerla, ma accertati piuttosto che la sua voce biografica contenga il template Bio e che i dati anagrafici siano correttamente compilati. Se il template Bio manca, inseriscilo tu stesso o, in alternativa, metti l'avviso {{tmp\|Bio}} che ne segnala la mancanza. Se i dati riportati sono sbagliati, correggi direttamente la voce biografica; le modifiche saranno visibili in questa lista entro pochi giorni. Per chiarimenti vedi il progetto antroponimi. La lista contiene solo le 60 persone che sono citate nell'enciclopedia e per le quali è stato implementato correttamente il template Bio. Pagina aggiornata al 23 giu 2025. |

Questa è una lista di persone presenti nell'enciclopedia che hanno il cognome Rivera, suddivise per attività principale.

## Allenatori di pallavolo(1)
- Víctor Rivera, allenatore di pallavolo e ex pallavolista portoricano (Aibonito, n. 1976)

## Antropologhe(1)
- Annamaria Rivera, antropologa, saggista e attivista italiana (Taranto, n. 1945)

## Arbitri di calcio(1)
- Víctor Rivera, arbitro di calcio peruviano (Arequipa, n. 1967)

## Arcivescovi cattolici(1)
- Francesco Rivera, arcivescovo cattolico italiano (L'Aquila, n. 1697 - Manfredonia, † 1777)

## Artisti marziali misti(1)
- Jimmie Rivera, artista marziale misto statunitense (Ramsey, n. 1989)

## Attiviste(1)
- Sylvia Rivera, attivista statunitense (New York, n. 1951 - New York, † 2002)

## Attori(3)
- Carlos Rivera, attore e cantante messicano (Huamantla, n. 1986)
- Emilio Rivera, attore statunitense (San Antonio, n. 1961)
- Josh Andrés Rivera, attore statunitense (New York, n. 1995)

## Attrici(3)
- Giuliana Rivera, attrice e doppiatrice italiana (Milano, n. 1928 - Milano, † 2022)
- Mabel Rivera, attrice spagnola (Ferrol, n. 1952)
- Naya Rivera, attrice e cantante statunitense (Santa Clarita, n. 1987 - Lago Piru, † 2020)

## Attrici pornografiche(1)
- Layla Rivera, ex attrice pornografica statunitense (Phoenix, n. 1983)

## Avvocati(1)
- Geraldo Rivera, avvocato, giornalista e conduttore televisivo statunitense (New York, n. 1943)

## Bassisti(1)
- Mario Rivera, bassista, compositore e attore italiano (Palermo, n. 1963)

## Calciatori(6)
- Bernabé Rivera, calciatore paraguaiano
- Gianni Rivera, ex calciatore e ex politico italiano (Alessandria, n. 1943)
- José Higinio Rivera, ex calciatore ecuadoriano (San Lorenzo, n. 1963)
- Maxence Rivera, calciatore francese (Vénissieux, n. 2002)
- Sidney Rivera, ex calciatore statunitense (Hampton, n. 1993)
- Urbano Rivera, calciatore uruguaiano (n. 1926 - † 2002)

## Cantanti(2)
- James Rivera, cantante statunitense (n. 1960)
- Jerry Rivera, cantante portoricano (Humacao, n. 1973)

## Cantanti liriche(1)
- Graciela Rivera, cantante lirica portoricana (Ponce, n. 1921 - Mays Landing, † 2011)

## Cardinali(1)
- Domenico Rivera, cardinale, letterato e diplomatico italiano (Urbino, n. 1671 - Roma, † 1752)

## Ciclisti su strada(1)
- Kevin Rivera, ciclista su strada costaricano (Cartago, n. 1998)

## Comici(1)
- Andrea Rivera, comico e personaggio televisivo italiano (Roma, n. 1971)

## Disc jockey(1)
- Robbie Rivera, disc jockey statunitense (San Juan, n. 1973)

## Ginnaste(1)
- Hezly Rivera, ginnasta statunitense (Hackensack, n. 2008)

## Giocatori di baseball(3)
- Mariano Rivera, ex giocatore di baseball panamense (Panama, n. 1969)
- René Rivera, giocatore di baseball portoricano (Bayamón, n. 1983)
- T.J. Rivera, giocatore di baseball statunitense (New York, n. 1988)

## Giocatori di football americano(3)
- Gabriel Rivera, giocatore di football americano statunitense (Crystal City, n. 1961 - San Antonio, † 2018)
- Mychal Rivera, ex giocatore di football americano statunitense (Los Angeles, n. 1990)
- Ron Rivera, ex giocatore di football americano e allenatore di football americano statunitense (Fort Ord, n. 1962)

## Giornalisti(2)
- Eliso Rivera, giornalista italiano (Masio, n. 1865 - Masio, † 1936)
- Librado Rivera, giornalista e politico messicano (Rayón, n. 1864 - Città del Messico, † 1932)

## Imprenditori(1)
- Arnaldo Rivera, imprenditore e partigiano italiano (Castiglione Falletto, n. 1919 - Castiglione Falletto, † 1987)

## Lottatori(1)
- Sebastian Rivera, lottatore portoricano (Toms River, n. 1998)

## Modelle(1)
- Ingrid Marie Rivera, modella portoricana (Luquillo, n. 1983)

## Montatori(1)
- Jorge Rivera, montatore messicano

## Naturalisti(1)
- Vincenzo Rivera, naturalista, botanico e politico italiano (L'Aquila, n. 1890 - Roma, † 1967)

## Pallavoliste(2)
- Bianca Rivera, ex pallavolista portoricana (San Juan, n. 1987)
- Paola Rivera, pallavolista portoricana (n. 1997)

## Pallavolisti(3)
- Eddie Rivera, pallavolista portoricano (Carolina, n. 1992)
- Jackson Rivera, pallavolista portoricano (Aguadilla, n. 1987)
- Jon Rivera, pallavolista portoricano (San Juan, n. 1996)

## Pianisti(1)
- Daniel Rivera, pianista argentino (Rosario, n. 1952)

## Pittori(1)
- Diego Rivera, pittore messicano (Guanajuato, n. 1886 - Città del Messico, † 1957)

## Poliziotti(1)
- Giulio Rivera, poliziotto italiano (Guglionesi, n. 1954 - Roma, † 1978)

## Produttori cinematografici(1)
- Jonas Rivera, produttore cinematografico statunitense (Castro Valley, n. 1971)

## Pugili(1)
- Cosme Rivera, pugile messicano (Huatabampo, n. 1976)

## Rapper(1)
- Wifisfuneral, rapper e compositore statunitense (Bronx, n. 1997)

## Sciatrici alpine(1)
- Adrienne Rivera, ex sciatrice alpina statunitense

## Scrittori(1)
- José Eustasio Rivera, scrittore colombiano (Rivera, n. 1888 - New York, † 1928)

## Violiniste(1)
- Scarlet Rivera, violinista e compositrice statunitense (Chicago, n. 1949)

## Wrestler(4)
- Elektra Lopez, wrestler statunitense (Contea di Bergen, n. 1992)
- Victor Rivera, ex wrestler portoricano (San Lorenzo, n. 1944)
- Rocky Romero, wrestler cubano (L'Avana, n. 1982)
- Savio Vega, ex wrestler portoricano (Vega Alta, n. 1964)